# 罗家宗祠
罗家宗祠位于中国江西省抚州市宜黄县棠阴镇，为棠阴罗姓家族的宗祠，系明清建筑，共有三个厅、五个天井和花园。

## 保护
罗家宗祠已公布为抚州市文物保护单位。